# Индонезийска рупия
Вижте пояснителната страница за други значения на рупия.
Индонезийската рупия (на индонезийски: Rupiah) е официалното разплащателно средство и парична единица в Индонезия. Въведена е след независимостта на страната и се дели на 100 сена. Емитира се от Банката на Индонезия.

## Монети
Има монети от 100, 200, 500 и 1000 рупии.

## Банкноти
Емитират се банкноти от 1000, 2000, 5000, 10 000, 20 000, 50 000 и 100 000 рупии.